# 대신대학교
대신대학교(大神大學校, 영어: Daeshin University)는 대한민국 경상북도 경산시 백천동에 있는 사립 대학이다. 대한예수교장로회(합동)의 경북지역 목회자 육성을 위해 설립하였고 현재는 종합대학으로 발전하였다. 신학적으로는 보수적인 개혁주의 교단의 신학대학원이 있다.

## 연혁
1954년 4월, 대한예수교장로회 경북노회에 의하여 대한예수교장로회 대구야간신학교를 당시 대구광역시 중구 일대에 위치한 대구중앙교회에 설립하였다. 같은 해 9월, 대한예수교장로회총회야간신학교 대구분교로 직제를 개편하였다. 1956년 3월, 직제를 단설로 되돌리며, 대구장로회신학교로 교명을 변경한다. 1959년 10월, 대한예수교장로회(합동)에 속하게 된 경북노회는 종전에 설립한 학교법인 대구장로회신학교육재단과 산하 각종학교인 대구장로회신학교가 대한예수교장로회(통합)측에 속하게 되자, 대한장로회신학교를 당시 대구광역시 중구 일대에 위치한 대구동신교회에 설립한다.
1972년 2월, 경북노회는 대한예수교장로회(통합)측으로부터 학교법인 동산성서학원(현 학교법인 대신대학교)과 산하 각종학교인 대구신학교를 인수하였다. 1979년 12월, 대구신학교의 교사를 대구광역시 남구(현 대구가톨릭대학교 루가캠퍼스 부지 일부) 일대로 이전한다. 1982년 2월, 대한장로회신학교를 대구신학교 신학부로 격하·통합한다. 1985년 9월, 교사를 현재의 캠퍼스 부지인 경상북도 경산시 일대로 이전한다. 1996년 12월 11일, 각종학교에서 일반대학으로 승격되어 대구신학대학으로 교명을 변경한다. 이듬해 3월, 대신대학교로 교명을 변경하고 현재에 이르고 있다.

## 교장·학장·총장
- 1·2대: 박영희
- 3대: 정성구
- 4대: 이의근
- 5·6대: 전재규
- 7대: 김인환
- 8·10대: 최대해

## 교육편제

### 학부
대신대학교는 단과대학 편제 없이 교회실용음악학부, 선교학부, 문화예술학부, DSU자율전공학부. 4개 학부를 설치하고 있다. 한편, 신학과의 경우 학부 편제 없이 독립 학과로 편제하여 학사 학위 과정을 교수하고 있다.

### 대학원
대신대학교 대학원은 일반 1개원, 특수 2개원으로 구성한다. 일반대학원의 경우 석사과정 4개 학과, 박사과정 1개 학과를 편제한다. 특수대학원으로는 신학대학원, 휴먼케어영상콘텐츠대학원이 설치되어 있다.